# Черна потапница
Черна потапница (Melanitta americana) е вид птица от семейство Патицови (Anatidae). Видът е почти застрашен от изчезване.

## Разпространение
Разпространен е в Канада, Китай, Япония, Северна Корея, Република Корея, Мексико, Сен Пиер и Микелон и САЩ.